# Pumpen (Angeln)
Beim Pumpen handelt es sich um eine Angelmethode, mit welcher der Fisch eingeholt werden soll, ohne ihn zu verlieren. Man wartet dabei auf die Ermüdung des Fischs. In der Folge wird die Rute erst um 30° herabgesenkt, die Spule blockiert und dann langsam auf etwa 70° gehoben. Bei dem erneuten Absenken der Angelrute wird dann die Schnur aufgewickelt. Sollte der Fisch keine Flucht beginnen, wird der Vorgang wiederholt, bis der Fisch in Reichweite ist.